# ファンタスター
ファンタスターは、東京都渋谷区に本社を置いていた日本の芸能事務所である。
2012年11月、ヴィズミックに吸収合併されたが、ファンタスターの名称で事業は継続していた。
ミスマガジン2007出身の山口沙紀、日テレジェニック2011の中村葵をはじめ、主に女性タレント、モデルが所属していた。

## 来歴
- 2007年10月1日、大阪府大阪市にオレンジェニック株式会社として設立。
- 2010年5月1日、社名をファンタスター株式会社に改称。
- 2012年11月、ヴィズミックに吸収合併される。

## 所在地
- 東京事務所 : 〒150-0002 東京都渋谷区渋谷3-21-11 渋谷サウス8F
- 大阪事務所 : 〒530-0044 大阪府大阪市北区東天満2-6-8 篠原東天満ビル501

## 所属タレント
※2016年4月現在

### 東京タレント
- 山口沙紀（やまぐち さき） - ミスマガジン2007、4代目ミスマリンちゃん
- 清水あいり（しみず　あいり）
- 神埼紗衣（かんざき　さえ）
- 園都（その　みやこ）
- 橋本乃依（はしもと　のい）
- 酒井萌衣（さかい　めい）
- 足立華（あだち　はな）
- 水木梨乃（みずき   りの）

### 大阪タレント
- 中村葵（なかむら あおい） - 日テレジェニック2011
- 児玉菜々子（こだま ななこ） - 恵比寿マスカッツ4期生、、『ミス龍が如く5』大阪ブロック代表
- 寺西永里（てらにし えり）
- 竹村美緒（たけむら みお）
- 山崎佑奈（やまさき ゆうな）
- 中村菜摘（なかむら なつみ）
- 藤村椿（ふじむら つばき）
- 桜泉（さくら いずみ）
- 佐藤夢（さとう ゆめ）
- 秋葉のぞみ（あきは　のぞみ）
- 川本サリー（かわもと　さりー）
- 池田愛恵里
- 上原ありさ
- 高見こころ（業務委託）

## 過去に所属していたタレント
- 夏目花実（なつめ　はなみ) - 恵比寿マスカッツ1.5
- 堀セリナ（ほり せりな）
- 山崎真実（やまさき　まみ）
- 浜乃りれい（はまの りれい）
- 美華（みか）
- 大橋沙代子（おおはし さよこ） - 元恵比寿マスカッツ ブラックマスカッツ
- 乾亜由美
- 亜邪
- 相賀千枝
- 大谷有香
- 大坪摩弥
- 岡智栄
- 園田真紀（スピリットウォーカープロダクションへ移籍）
- 飛田尚美
- 中澤梓佐
- 濱崎千羽
- 安井衣里
- 山下晴奈
- 山中絢子（ワンエイトプロモーションへ移籍） - 恵比寿マスカッツ4期生
- 唯 - 2006ミス・ユニバースジャパンファイナリスト
- 宇田川真央（うだがわ まお）
- 高橋舞（たかはし まい）
- ナオコ
- 岬はる香（みさき はるか）
- 青山祥子（あおやま しょうこ）
- 新井涼子（あらい りょうこ）
- いぶさまなは
- 川原奈央（かわはら なお）
- 坂口佳澄（さかぐち かすみ）
- 寺西加織（てらにし かおり）
- 久本舞（ひさもと まい）
- 布施実佳（ふせ みか）
- 水野早也（みずの さや）
- 吉沢優希（よしざわ ゆうき）
- 吉村麻美（よしむら あさみ）
- 井口妙子（いぐち たえこ）
- 片瀬ふみな（かたせ ふみな）
- 笹川結衣（ささがわ ゆい）
- 立花志帆（たちばな しほ）
- 辻美由貴（つじ みゆき）
- 長谷川寿里（はせがわ じゅり）
- 前川ほたる（まえかわ ほたる）
- MIZUKI（みずき）
- 前田侑里（まえだ ゆり）
- 沢木みいな（さわき　みいな）
- 佐野茜音（さの　あかね）
- 水樹たま（みずき たま）
- 芹沢潤（せりざわ　じゅん）
- 佐々木麻衣（ささき まい）
- 青木ゆり亜（あおき　ゆりあ）
- 今野杏南  (こんの あんな)